# おばんでスタ!
『おばんでスタ!』は、2003年3月31日から2006年3月31日までの3年間にわたり、テレビ北海道（TVh）で生放送されていた平日夕方の情報番組。2016年現在、同局の自社制作による30分前後の生情報番組としては唯一の帯番組である。

## 概要
TVhとしては2001年12月に終了した『朝まるHOKKAIDO』以来1年3か月ぶりとなる自社制作の生情報番組。番組名に「スタジオ」を略した“スタ”が入っているが、番組開始と同時期にオープンした「えき☆スタ」（札幌ステラプレイス内のサテライトスタジオ。現在は閉鎖）からは放送されておらず、関連性もない。
番組開始時に出演者たちが視聴者に向けて行う挨拶は「おばんでスタ!（2人）、○○（男性アナウンサー）です、××（女性アナウンサー）です」（重大なニュースの報道が予定されている回では普通の挨拶となる）。毎週金曜には、「みほのお天気なんでかな?」というコーナーを展開。このコーナーでは日本気象協会所属の担当キャスター小沼三穂が視聴者から寄せられる気象予報に関しての素朴な疑問に答えていた。
2006年4月期の番組改編で、テレビ東京系夕方のアニメ放送枠がそれまで18:00 - だったのが17:30 - と30分繰り上がり（アニメ530を参照）、また16時台に放送しているテレビ東京制作のワイド番組『レディス4』も放送時間の短縮が行われなかったため、2006年3月31日を以てその3年間の放送に幕を閉じた。情報番組路線はその後『はぴらぴ』→『遊びなDJ』→『Do!ろーかる』→『スイッチン!』と番組名および放送枠を変えながら継続し、ストレートニュース枠は現在17:13 - 17:25枠にて放送されている『TVh道新ニュース』に番組名を戻されて引き継いでいる。

## 出演者
いずれもTVhのアナウンサー、齋藤・佐々木は当時。

### メインキャスター
- 小澤良太
- 齋藤瑞穂

### 放送初期のメインキャスター
- 大藤晋司

### 生中継・レポーター担当
- 佐々木由衣子